# 觉山寺
39°22′10″N 114°18′20″E / 39.36944°N 114.30556°E
觉山寺，又称普照寺，创建于北魏太和七年（483年），是北魏皇家寺院，位于山西省大同市灵丘县东南14千米笔架山西侧。觉山寺塔于2001年被列为第五批全国重点文物保护单位。

## 历史
觉山寺初建于北魏孝文帝太和七年（483年），觉山寺塔建于辽大安五年（1089年），其他现有建筑全为清朝重建。
寺院西北山崖上悬一洞，称为“悬钟岩舍利洞”，亦称“翠云洞”。洞深14米，洞口宽19米，建有观音殿，面阔三间，文化大革命后期被毁。2000年动工重修。

## 结构
觉山寺塔为八角密檐实心塔；塔原在寺西部的塔院中；塔下有方形及八角形两层基座，上置须弥座两座，第二层须弥座上有斗拱和平坐，须弥座的束腰部分在壶门内雕刻佛像，壶门之间及角上雕刻力士，平坐栏板饰以几何纹及莲花，形制十分精美；平坐以上用莲瓣三层承托塔身；塔角上有圆倚柱，正向四面有门，但东西二门为假门，屋檐以下用砖砌出额枋斗拱；塔第二层至十三层用砖砌斗拱支承挑出的密檐，最上为攒尖顶，顶上置铁刹，以八条铁链固定在屋脊上。
塔的造型以上下两部分的繁密来衬托中部平整的塔身，使塔身显得刚健有力；十三层密檐的出檐长度逐层递减，越上越多，从而塔檐轮廓具有和缓的卷杀；顶部用高刹结束，给人以安定优美的感觉。